# Лунгро
Лунгро, Лунґро (італ. Lungro, сиц. Lungru) — муніципалітет в Італії, у регіоні Калабрія,  провінція Козенца.
Лунгро розташоване на відстані близько 390 км на південний схід від Рима, 105 км на північний захід від Катандзаро, 55 км на північ від Козенци.
Населення — 2614 осіб (2014).
Щорічний фестиваль відбувається 6 грудня. Покровитель — святий Миколай.

## Демографія
Населення за роками:

Станом на 1 січня 2023 року в муніципалітеті офіційно проживали 54 іноземці з 13 країн, серед них 15 громадян країн Євросоюзу та 3 громадяни України.

## Сусідні муніципалітети
- Аккуаформоза
- Альтомонте
- Фірмо
- Орсомарсо
- Сан-Донато-ді-Нінеа
- Сарачена